# Patrice de Plunkett
Pour les articles homonymes, voir Plunkett.
Patrice de Plunkett, né à Paris le 9 janvier 1947, est un journaliste et essayiste français, qui codirigea Le Figaro Magazine.

## Biographie

### Épisodes de jeunesse
Licencié en droit de la Faculté de droit de Paris, il fut pendant sa jeunesse militant royaliste (1968-1971). Sous le pseudonyme de Patrice Sicard, il collabora à AF université et illustra un numéro du journal Aspects de la France. Il fut le coauteur avec le maoïste Philippe Hamel d'un livre-débat intitulé Mao ou Maurras ?.
Après s'être détaché du maurrassisme (1972), la recherche d'une alternative « moderniste » aux idées de Mai l'amena un temps du côté de la Nouvelle Droite (GRECE) et d'Alain de Benoist (qui préfaça un de ses textes sous le pseudonyme de Robert de Herte). De 1974 à 1976, il contribua à la revue du GRECE, Éléments (sous les noms de Plunkett et de Sicard ) dont il fut rédacteur en chef adjoint avant de quitter le GRECE. Il n'utilisa plus le nom de plume « Sicard » par la suite.

### Vie professionnelle
De 1971 à 1975, Patrice de Plunkett est journaliste à Valeurs actuelles. Entre 1975 et 1977, il est rédacteur en chef adjoint au Spectacle du Monde.
En 1977, il quitte le groupe de presse de Raymond Bourgine et passe dans celui de Robert Hersant : il devient rédacteur en chef au Figaro Dimanche (1977-1978). L'année suivante, il participe avec Hersant et Louis Pauwels à la naissance du Figaro Magazine.
En 1979, Patrice de Plunkett devient rédacteur en chef « culture » du Figaro Magazine. Il inaugure ses fonctions en orchestrant une campagne sur l'enseignement : « On n'apprend plus l'histoire à nos enfants », série d'articles de l'académicien Alain Decaux. Patrice de Plunkett ouvre les colonnes du magazine à des personnalités telles que Pierre Daix, Jean Elleinstein, Jean-Louis Barrault, Pierre-Jean Remy, Pierre Miquel, Jean-Paul Aron, Jean-Marie Benoît, Guy Hocquenghem, Ivan Levaï, Fernando Arrabal, Jacqueline de Romilly, Jean-François Deniau, Emmanuel Leroy-Ladurie ou Philippe Tesson.
Au Figaro Magazine, Plunkett réalise des entretiens avec des personnalités telles que Mikhaïl Gorbatchev, le roi Juan Carlos, Margaret Thatcher, Herbert von Karajan ou Josef Ratzinger. Pour traiter de sujets tels le cinéma, le théâtre, la littérature et les arts, il s'est entouré d'une équipe de journalistes qui ne tarderont pas à faire parler d'eux : entre autres Alix de Saint-André, Jean Sévillia ou encore Étienne de Montety. En 1990, il devient directeur de la rédaction et éditorialiste du magazine.
Ayant achevé de rompre avec la Nouvelle Droite et l'athéisme philosophique au début des années 1980, il se reconvertit en 1985 au catholicisme dont il avait été initialement militant, notamment dans le sillage des sessions du « Renouveau charismatique » à Paray-le-Monial. Il découvre alors les écrits de Jean-Paul II sur l'écologie, qui lui font vivre une véritable prise de conscience, puis ceux de Benoît XVI qui l’interpellent par leur radicalité et leur vigueur. Il est par ailleurs membre de l'Association des écrivains croyants. En 1988, dans le mensuel  L'Arche, il fait partie des personnalités invitées qui commémorent par un article la fondation de l'État d'Israël (1948).
En 1997, après vingt années au Figaro Magazine, Plunkett est limogé et remplacé par Bernard Lecomte (qui démissionnera quelques mois plus tard). Les raisons du départ de Plunkett sont divergentes selon les sources : certains parlent d'un remaniement de la ligne éditoriale en raison de la baisse de diffusion du périodique d'autres sources attribuent ce licenciement à son passé royaliste et néo-droitier. Mais le fait est qu'Yves de Chaisemartin n'a pas motivé sa rupture avec Patrice de Plunkett (déc. 1996) par le souvenir ses engagements précédents, et qui n'ont été évoquées que par Le Monde. Le différend entre Chaisemartin et Plunkett a porté en réalité sur la nature des changements à apporter à la formule du Figaro Magazine pour enrayer l'érosion des ventes, amorcée en 1988 : Plunkett a désapprouvé la nomination fin 1996 d'un homme venu de la presse people au fauteuil de Louis Pauwels. Chaisemartin y a ensuite nommé Franz-Olivier Giesbert fin 1998,.
En 1999, il signe pour s'opposer à la guerre en Serbie la pétition « Les Européens veulent la paix », initiée par le collectif Non à la guerre.
Après son départ du Figaro Magazine, Plunkett développe une réflexion indépendante de toute attache politique, comme on peut le constater dans ses articles et ses livres post-1997[réf. nécessaire]. Il se consacre à l'analyse des questions de société, notamment en matière socio-économique, dans une perspective critique à l'égard de l'« ultralibéralisme » et de l'idéologie néoconservatrice. Cette critique est développée dans un essai intitulé Ça donne envie de faire la révolution ! (Plon, 1998) où Plunkett dénonce le « despotisme de l'économie » et la disparition de l'idée de souveraineté dans l'Union européenne en construction, et cela, « sans épargner personne, ni la droite, dont l'auteur est issu, ni la gauche ». Plunkett figure parmi les signataires du Manifeste de l'économie solidaire (Edmond Maire et Claude Alphandéry, 2006).
Depuis 1997, il fonde et préside la société d'édition A3P Productions, il publie huit essais, il tient un blog (idées-société-spiritualité-culture), classé en janvier 2010 par LePost au top 10 des « blogs qui montent » derrière Pierre Moscovici, Edwy Plenel, Paul Jorion... Il collabore à des revues et des magazines et il donne des conférences en France et à l'étranger.
Sur le plan chrétien, Patrice de Plunkett collabore à L'Osservatore Romano depuis 2012. Il est chroniqueur à Radio Notre-Dame depuis 2011, membre du comité éditorial de la revue de prospective catholique Kephas depuis 2003, membre du comité de Philanthropos (institut européen d'études anthropologiques de Fribourg) depuis 2004 et commandeur de l'ordre équestre du Saint-Sépulcre de Jérusalem, ainsi que chevalier pontifical. Ses analyses s'inscrivent dans le courant central de l'Église, en écho au concile Vatican II, à l'œcuménisme et au catholicisme social ; elles font souvent référence à Mgr Oscar Romero, l'archevêque salvadorien assassiné en 1980 par les escadrons de la mort au service de l'oligarchie. Dans son blog et ses conférences, il plaide pour que les catholiques européens, renonçant aux nostalgies politico-religieuses, assument un rôle de « minorité de témoignage ». En 2011, il anime avec le socialiste Jean-Pierre Mignard l'atelier politique des « États-généraux du christianisme » organisés à Lille par le magazine La Vie et un débat sur l'engagement écologique en politique aux premières Assises chrétiennes de l'écologie à Saint-Étienne avec le maire PS Maurice Vincent et l'élu EELV Jacques Muller. En 2011, des lecteurs de son blog lancent avec son soutien la Fraternité des Chrétiens indignés. Depuis 2013 il donne une série de conférences à Paris (CCFD) et dans les régions pour soutenir l'action réformatrice du pape François.

### Ouvrages récents
En 2005 et 2006, il publie deux ouvrages sur les relations problématiques entre la société d'aujourd'hui et le catholicisme : l'un à propos de Benoît XVI, l'autre sur le thème de l'Opus Dei. Pour démentir les prévisibles rumeurs qui devaient suivre la parution de l'ouvrage, l'auteur a tenu à spécifier (à la première ligne du livre) qu'il n'était pas membre de l'Opus Dei et qu'il « n'a[vait] pas l'intention de le devenir ». Le site de l'Opus Dei l'a cité néanmoins comme défenseur [réf. nécessaire]. En mai 2007, Plunkett publie, avec le philosophe Jean-Marie Meyer, une enquête anthropologique et zoologique sur le nouveau mythe des animaux dans la société actuelle : Nous sommes des animaux, mais on n'est pas des bêtes. En mai 2008, il publie L'écologie de la Bible à nos jours, pour en finir avec les idées reçues. En février 2009, il publie Les évangéliques à la conquête du monde, enquête sur le phénomène de masse du protestantisme évangélique : voir son interview dans Témoignage chrétien, 21 janvier 2010, ou les radios. En juin 2011, il publie Les Romans du Mont Saint-Michel, enquête sur l'un des lieux les plus visités du monde et sa dimension spirituelle. En mai 2015, il publie Cathos, écolos, même combats ?, en écho aux débats sur le transhumanisme. En novembre 2015, il publie La révolution du pape François (Artège). En janvier 2018 il publie Cathos, ne devenons pas une secte (Salvator), voir Le Monde, 30 janvier 2018.

## Publications
- La Culture en veston rose, Paris, La Table ronde, 1982.
- Ça donne envie de faire la révolution !, Paris, Plon, 1998.
- Quelle spiritualité pour le XXIe siècle ?, Paris, Éd. 1, Les grandes conférences du Figaro, 1998.
- L'Évangile face aux médias, Paris, Edifa, 2000.
- Benoît XVI et le plan de Dieu, Paris, Presses de la Renaissance, 2005.
- L'Opus Dei : enquête sur le « monstre », Paris, Presses de la Renaissance, 2006.
- Nous sommes des animaux mais on n'est pas des bêtes, Paris, Presses de la Renaissance, mai 2007.
- L'Écologie de la Bible à nos jours - Pour en finir avec les idées reçues, Paris, L'Œuvre, 2008.
- Les Évangéliques à la conquête du monde, Paris, Perrin, 2009.
- Les Romans du Mont Saint-Michel, Paris, Le Rocher, 2011
- Cathos, écolos, même combats ?, Lyon, Peuple Libre, 2015
- Face à l'idole argent, la révolution du pape François, Artège, 2015  (ISBN 978-2-3604-0591-6)
- Cathos, ne devenons pas une secte, Salvator, 2018

Sous le pseudonyme « Patrice Sicard »
- (débat avec Philippe Hamel), « Mao ou Maurras ? », débat dirigé et commenté par Guy Baret, Paris, Beauchesne, Carrefour des jeunes, 2, 1970.
- Maurras ou Maurras, préface de Robert de Herte, Paris, Grece, 1974.

## Prix
- Prix Renaissance des lettres 1983[37].